# 永遠の花 (石田燿子の曲)
「永遠の花」（とわのはな）は、石田燿子の楽曲。2002年4月24日に石田の7枚目のシングルとしてパイオニアLDCから発売された。

## 概要
前作「Sugar Baby Love」から6ヶ月ぶりのシングル。
表題曲は、テレビアニメ『藍より青し』第1期オープニングテーマに起用された。
カップリング曲は石田ではなく、the Indigoによる楽曲で、同アニメのエンディングテーマに起用された。
表題曲は石田の初となるオリジナルアルバム『sweets』に収録されている。カップリング曲はアルバム未収録となっている。

## シングル収録内容
| #         | タイトル                       | 作詞               | 作曲・編曲 | 歌         | 時間  |
| --------- | ------------------------------ | ------------------ | ---------- | ---------- | ----- |
| 1.        | 「永遠の花」                   | 相田毅             | 増田俊郎   | 石田燿子   | 4:15  |
| 2.        | 「名も知れぬ花」               | 田岡美樹・市川裕一 | 市川裕一   | the Indigo | 3:57  |
| 3.        | 「永遠の花」(Instrumental)     |                    |            |            | 4:14  |
| 4.        | 「名も知れぬ花」(Instrumental) |                    |            |            | 3:55  |
| 合計時間: | 合計時間:                      | 合計時間:          | 合計時間:  | 合計時間:  | 16:21 |